# Uurhoek
De uurhoek is het lengteverschil tussen de aardse projectie van een hemellichaam en een bepaalde meridiaan uitgedrukt in uren, of het verschil tussen de rechte klimming en de plaatselijke sterrentijd. De uurhoek ten opzichte van de meridiaan van Greenwich wordt aangeduid als GHA (Greenwich Hour Angle), die ten opzichte van de waarnemer LHA (Local Hour Angle). De hoek ten opzichte van het punt Ram of Ariës , ook wel lentepunt genoemd, is SHA (Sidereal Hour Angle).
De GHA van Aries, de zon, de maan en de ,voor astronavigatie bruikbaar, GHA van planeten (Venus, Mars, Jupiter en Saturnus) is terug te vinden in een nautische almanak met de GMT. Van 57 sterren is de SHA gegeven. In combinatie met de declinatie heeft men de coördinaten van een hemellichaam.